# Françoise Chandernagor
Françoise Chandernagor (Palaiseau, 19 giugno 1945) è una scrittrice e funzionaria francese.

## Biografia
Françoise Chandernagor è la figlia di André Chandernagor, già deputato della Creuse e ministro del governo Mauroy III. Studia dapprima alla scuola Jules Ferry (Palaiseau), poi al liceo Marie-Curie (Sceaux). Dopo il diploma dell'Istituto di studi politici di Parigi e un master di diritto pubblico, entra a ventun anni a  l'École nationale d'administration (ENA), da dove esce due anni più tardi major della sua specializzazione. È la prima donna ad ottenere questo livello. .
Nel 1969, integra il Consiglio di Stato, nel quale eserciterà differenti funzioni giurisdizionali, specialmente quelle di responsabile dei Rapporti generali. Nel 1991 ha redatto il rapporto annuale del Consiglio di Stato sulla sicurezza giuridica.
Ha occupato anche numerosi posti in amministrazioni esterne, nel settore culturale e in servizi economici, e, a titolo benefico, si è impegnata in organizzazioni caritative, in qualità di vice-presidente della Fondation de France fino al 1988 e la vicepresidenza della Fondation d'Aguesseau. Ha lasciato l'amministrazione e abbandonato la carriera di funzionario nel 1993 per dedicarsi esclusivamente alla scrittura.
Dopo il 1981, data di pubblicazione de L'Allée du Roi (memorie immaginarie di Madame de Maintenon, seconda moglie di Luigi XIV), Françoise Chandernagor ha scritto dodici romanzi, due saggi e una pièce teatrale (rappresentata a Bruxelles nel 1993-1994 e a Parigi nel 1994-1995, e ripresa sia a Bruxelles, sia a Parigi, negli anni 2000). Numerosi suoi romanzi sono stati tradotti in varie lingue, e due di questi (L'Allée du Roi et L'Enfant des Lumières), hanno avuto un adattamento per la televisione. 
Françoise Chandernagor è membro di lunga data della giuria del Grand Prix Jean Giono e del Prix Chateaubriand; è membro dell'Académie Goncourt (dal giugno 1995). e, tra l'altro, dell'associazione Liberté pour l'histoire.

## Opere
- L'Allée du Roi - edizioni Julliard (Parigi) - 1981, (Prix de l'Académie française - 1982)
  - All'ombra del Re Sole: splendori e miserie della Corte di Versailles, traduzione di Lina Zecchi, Mondadori, Milano 1983.
- La Sans Pareille - éditions de Fallois (Parigi), 1988,
- L'Archange de Vienne - éditions de Fallois (Parigi), 1989;
- L'Enfant aux loups - éditions de Fallois (Parigi), 1990;
- L'Ombre du Soleil (monologo teatrale da L'Allée du Roi), 1994:
- L'Enfant des Lumières - éditions De Fallois 1995;
- La Première épouse - éditions De Fallois 1998;
  - La prima sposa, traduzione di Emmanuelle Caillat e Isabella Ruggi, Fabbri, Milano 2006.
- Maintenon (in collaborazione con Georges Poisson) - Norma, 2001;
- La Chambre - Collection blanche, Gallimard 2002; Prix Fondation Pierre-Lafue 2003
  - La stanza, traduzione di Tiziana Gambardella, Le Lettere, Firenze 2005.
- Couleur du temps - Collection blanche, Gallimard 2004;
- La Voyageuse de nuit, - Collection blanche, Gallimard 2007;
- Les Enfants d'Alexandrie, (Volume primo di una trilogia La Reine oubliée dedicata a Cleopatra Selene II) Albin Michel 2011;
- Les Dames de Rome, (volume secondo della trilogia La Reine oubliée) Albin Michel 2012;
- Vie de Jude frère de Jésus, Albin Michel 2015; [8]
- Quand les femmes parlent d'amour. Une anthologie de la poésie féminine, Le Cherche Midi 2016;

## Adattamenti per lo schermo
- 1996 - L'allée du roi, miniserie TV[9]
- 2002 - L'enfant des Lumières, miniserie TV,[10]